# Адаптометр

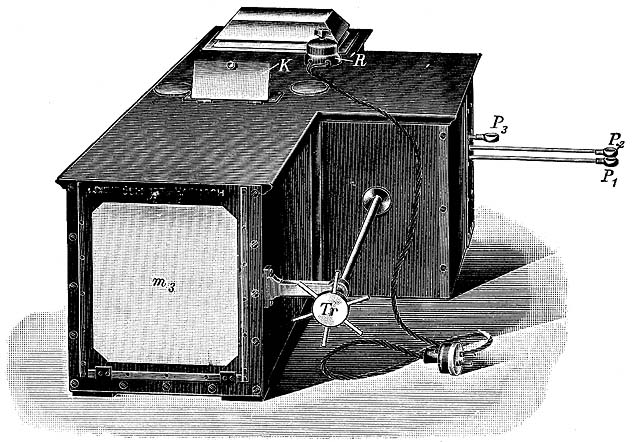
Изображение адаптометра из книги Zimmermann, E. 1928. Psychologische und Physiologische Apparate: Liste 50. (p. 0032, fig. 370—371)

Адаптометр (от лат. adapto — приспособляю) — прибор для измерения изменений абсолютного порога зрительного ощущения в процессе адаптации глаза. Адаптометр был изобретен В. Нагелем (Willibald Nagel, 1870—1911)